# 小栗和秀
小栗 和秀（おぐり かずひで）は、東京都出身の元サッカー選手。元パリサンジェルマン育成部コーチです

## 来歴

### 選手として
1995年 - 1997年
ジェフユナイテッド市原（のちのジェフユナイテッド市原・千葉）にトレーニー契約で入団し活動していたが、その年のシーズン途中からプリマハムFC(現：水戸ホーリーホック)に移籍する。選手としては公式戦１試合の出場に留まったが、当時の水戸の監督であった中野雄二（現・流通経済大学サッカー部総監督）の指導に感化され、選手をしながら指導者の道を志すことを決意する。
現役引退後は大学へ進学し、大手広告代理店での業務を経て単身でフランスへ渡りパリ・サンジェルマンに所属する。

### 指導者として
2007- パリ・サンジェルマン育成部

## 指導ライセンス
- 日本サッカー協会公認ライセンス
- 体育指導員プロライセンス
- イングランドサッカー協会公認ライセンス
- フランスサッカー協会公認ライセンス
- UEFA公認ライセンス

## その他
- 2016年 - 2017年 ラグビーTOP14のスタッド・フランセ育成コーチ（国家体育指導員資格の必修科目としてラグビーを選択）

## スポーツ慈善活動[1]
日仏の友好と発展、そして豊かな地域社会をつくる目的でスポーツイベント活動も積極的に行なっている。
2014年度には立ち上げから運営全てを1人で担い、現地フランスで日仏2000人の運動会、サッカー大会を開催。本人曰く「1人でやったからこそ、みんなの協力のお陰です」と語っている。近年フランスではテロ問題が横行し、その要因として人種的問題が上げられている。スポーツ、特に運動会には人種、言語、性別、宗教を問わずみんなが喜びを分かち合い一つになれるイベントとして小さな事から一つ一つ平和活動に努めている。
2015年、日本政府による国際貢献事業スポーツフォートゥモーローイベントとして日仏両国の元オリンピック世界チャンピオンである谷本歩実、ルーシーデコス日仏柔道教室にて現場責任者を担い、日仏の子供達に柔道を通じてスポーツの素晴らしさを伝えている。
現場で培った経験を活かして、Jリーグのクラブや日本代表の合宿等のサポートを行っている。